# 統一進步黨 (加納)
統一進步黨（英語：United Progressive Party）是加纳的社會民主主義政党，由阿夸西·阿德达伊·奥迪凯與拉扎克·科乔·奥波库（Razak Kojo Opoku）於2015年5月27日成立，主張經由工業化、科学與技术創造財富。統一進步黨參與了2016年與2020年兩屆大選，但均未獲得任何議席。統一進步黨雖然在2020年的大選中嘗試推出其創黨主席兼黨魁阿夸西·阿德达伊·奥迪凯為總統候選人，惟阿夸西·阿德达伊·奥迪凯被加纳选举委员会取消當年的參選資格。

## 歷史
阿夸西·阿德达伊·奥迪凯與他原本所屬的政黨統一陣綫黨於2016年加納大選前分道揚鑣，並籌組成立統一進步黨。統一進步黨在2015年5月27日从加纳选举委员会获得最终註冊证书，其中阿夸西·阿德达伊·奥迪凯是創黨主席兼黨魁，而拉扎克·科乔·奥波库則是創黨總書記。統一進步黨雖然参加了2016年的大選，但未能赢得任何國會議席。
2019年3月，阿夸西·阿德达伊·奥迪凯因統一進步黨內就領導人問題而持續存在的分歧而被開除黨籍。然而，阿夸西·阿德达伊·奥迪凯仍成功成為統一進步黨在2020年加納大選推出的總統候選人。阿夸西·阿德达伊·奥迪凯在候选人向选举委员会提交登記表格的一星期内抱怨稱包括选举委员会與部分新爱国党官员在内的一些人阻止他登記為候選人。虽然阿夸西·阿德达伊·奥迪凯设法按时提交了提名文件，但由於他提交的文件並未令選舉委員會感到滿意，选举委员会仍然取消了他参加當年大选的资格。阿夸西·阿德达伊·奥迪凯对此感到惊讶，並表示他将对这一决定提出异议。統一進步黨在2020年的大選也同樣未能赢得任何國會議席。2023年2月2日，阿夸西·阿德达伊·奥迪凯在電視節目上稱他「再一次不屬於任何政黨」。

## 政治立場
統一進步黨在註冊成立時定義自身為社會民主主義政黨，並稱其主要焦點為經由工業化、科学與技术創造財富，其創黨口號則為對統一陣綫黨具針對性的。

## 選舉結果
| 选举 | 得票  | ％    | 議席    | 議席變化   | 得票排名 | 政府   |
| ---- | ----- | ----- | ------- | ---------- | -------- | ------ |
| 2016 | 430   | 0.00% | 0 / 275 | （新政黨） | 11       | 議會外 |
| 2020 | 1,934 | 0.01% | 0 / 275 | ━ 持平     | ▲ 10     | 議會外 |